# كلاوديو ماركيزيو
كلاوديو ماركيزيو (بالإيطالية: Claudio Marchisio) لاعب كرة قدم إيطالي سابق، لعب لصالح نادي الدرجة الأولى يوفنتوس الإيطالي منذ 2005 إلى 2018 في مركز الوسط المحوري، وقد اعتزل كرة القدم عام 2019 وهو بسن ال33 عام مع فريق زينيت سانت بطرسبرغ الروسي.

## مسيرته الكروية
لعب كلاوديو ماركيزيو خلال مسيرته الاحترافية مع 3 أندية في أربعة عشر موسمًا وسجل خلالها 35 هدفًا ضمن 329 مباراة. حيث فاز في أربعة مواسم بالكأس وفي ثمانية مواسم بالدوري.
خاض كلاوديو ماركيزيو مسيرته مع نادي يوفنتوس في موسم 2005–06 في المرة الأولى ولمدة موسمين ثم في موسم 2008–09 ليلعب معه عشرة مواسم، مشاركًا طوالها في 294 مباراة سجل خلالها 33 هدفًا. ثم انتقل إلى نادي إمبولي في موسم 2007–08 لمدة موسم واحد، حيث شارك في 26 مباراة ولم يسجل أي هدف. لينتقل بعدها إلى نادي زينيت سانت بطرسبرغ في موسم 2018–19 لمدة موسم واحد، مشاركًا في 9 مباريات سجل خلالها هدفين.

## الإنجازات

### النادي
يوفنتوس
- الدوري الإيطالي (7): 2011–12، 2012–13، 2013–14، 2014–15، 2015–16، 2016–17، 2017–18
- كأس إيطاليا (4): 2015، 2016، 2017، 2018
- كأس السوبر الإيطالي (3): 2012، 2013، 2015[2]
- دوري أبطال أوروبا وصيف: 2015[3]، 2017[4]

 زينيت سانت بطرسبرغ
- الدوري الروسي الممتاز (1): 2018–19

### المنتخب
إيطاليا
- بطولة أمم أوروبا وصيف: 2012

## روابط خارجية
- كلاوديو ماركيزيو على موقع الاتحاد الدولي (مؤرشف)  (الإنجليزية)
- كلاوديو ماركيزيو على موقع الاتحاد الأوربي (الإنجليزية)
- كلاوديو ماركيزيو على موقع إي إس بي إن إف سي (الإنجليزية)
- كلاوديو ماركيزيو على موقع قاعدة بيانات كرة القدم.إي يو (الإنجليزية)
- كلاوديو ماركيزيو على موقع بيانات كرة القدم. دي إي (الألمانية)
- كلاوديو ماركيزيو على موقع ناشيونال فوتبول تيمز (الإنجليزية)
- كلاوديو ماركيزيو على موقع Soccerway.com (الإنجليزية)
- كلاوديو ماركيزيو على موقع عالم كرة القدم.نت (الإنجليزية)
- كلاوديو ماركيزيو على موقع أوليمبيديا (الإنجليزية)
- كلاوديو ماركيزيو على موقع AS.com (الإسبانية)